# Stiftung Umwelt und Entwicklung Nordrhein-Westfalen
Die Stiftung Umwelt und Entwicklung Nordrhein-Westfalen fördert bürgerschaftliches Engagement für eine nachhaltige Entwicklung. Sie ist dem Schutz der natürlichen Lebensgrundlagen, dem Gedanken der Einen Welt und der Menschenwürde verpflichtet und trägt zur Umsetzung der Agenda 2030 der Vereinten Nationen mit seinen 17 Zielen für eine nachhaltige Entwicklung (Sustainable Development Goals, SDGs) bei.

## Organisation
Die Stiftungsarbeit wird von zwei Gremien gelenkt, dem Stiftungsrat und dem Vorstand. Für die operative Umsetzung ist die in Bonn angesiedelte Geschäftsstelle verantwortlich. Geschäftsführer ist Franz August Emde.  Die Stiftung wurde 2001 von der Landesregierung Nordrhein-Westfalen gegründet und hat ihren Sitz in Bonn. Vorsitzender des Vorstandes ist Karsten Möring. Vorsitzender des Stiftungsrats ist der Ministerpräsident des Landes Nordrhein-Westfalen Hendrik Wüst.

## Tätigkeit und Ziele
Die Stiftung unterstützt gemeinnützige Organisationen durch Projektberatung und -finanzierung. Schwerpunkt der Förderarbeit ist Informations- und Bildungsarbeit im Bereich nachhaltiger Entwicklung. Dabei sind die Bildungskonzepte „Bildung für nachhaltige Entwicklung“ und „Globales Lernen“ von besonderer Bedeutung. Gefördert werden insbesondere Projekte mit folgenden Themenschwerpunkten:
- Umwelt-, Klima- und Naturschutz, Ressourcenschonung, Erhalt von Biodiversität, entwicklungspolitische Bildung und Information,
- interkulturelles Lernen zu Themen aus den Bereichen Umwelt und Entwicklung,
- fairer Handel und nachhaltige Produktion.

Vorzugsweise fördert die Stiftung Umwelt und Entwicklung Nordrhein-Westfalen solche Projekte, die Umwelt- und Entwicklungsbelange miteinander verbinden, die neue Zielgruppen erreichen, in denen sich Menschen ehrenamtlich engagieren, und die über die Förderung hinaus wirken. Die Stiftung verwirklicht ihre Ziele auch durch eigene operative Arbeit. Sie macht Angebote zur Qualifizierung von Multiplikatorinnen und Multiplikatoren, trägt zum Informations- und Meinungsaustausch bei, fördert Kooperationen und kooperiert selbst mit geeigneten Partnern. Bis zum 31. Dezember 2023 hat die Stiftung laut Jahresbericht 2023 1.885 Projekte aus der Bürgerschaft mit 93,7 Millionen Euro gefördert.

## Publikationen
- Mehr Mut zur Nachhaltigkeit - 20 Porträts von engagierten Menschen aus Nordrhein-Westfalen, von Bernd Pieper und Paul Meixner, Oekom-Verlag, Hrsg.: Stiftung Umwelt und Entwicklung Nordrhein-Westfalen, 2022

## Finanzierung
Die Stiftung finanziert ihre Arbeit aus Lotterieerlösen, die an das Land Nordrhein-Westfalen abgeführt werden sowie aus Steuermitteln des Landes.

## Gremien

### Vorstand
Vorsitzender:
- Karsten Möring

Stellvertretende Vorsitzende:
- Manfred Belle, Eine Welt Netz NRW
- Sabine Blom, Ministerium für Umwelt, Naturschutz und Verkehr des Landes Nordrhein-Westfalen
- Frank Hochapfel, Staatskanzlei des Landes Nordrhein-Westfalen
- Heide Naderer, (NABU Nordrhein-Westfalen)

### Stiftungsrat
Vorsitzender:
- Hendrik Wüst, Ministerpräsident des Landes Nordrhein-Westfalen

Stellvertretende Vorsitzende:
- Oliver Krischer, Minister für Umwelt, Naturschutz und Verkehr des Landes Nordrhein-Westfalen
- Nathanael Liminski, Minister für Bundes- und Europaangelegenheiten, Internationales sowie Medien des Landes Nordrhein-Westfalen

Weitere Mitglieder:
- Christian Blex MdL, AfD-Fraktion
- Klaus Breyer, Evangelische Kirche von Westfalen
- Markus Diekhoff, FDP Nordrhein-Westfalen
- Eliza Diekmann-Cloppenburg, Stadt Coesfeld
- Prof. Dr. Ines Dombrowsky, German Institut of Development and Sustainability (IDOS)

- Marie-Luise Fasse, Schutzgemeinschaft Deutscher Wald (SDW NRW)
- Christopher Grünewald, Gebr. Grünewald GmbH & Co. KG
- Hans Jörg Hennecke, Handwerk.NRW

- Andreas Hennig, Engagement Global gGmbH, Außenstelle Düsseldorf

- Mark vom Hofe, Landesgemeinschaft Naturschutz und Umwelt Nordrhein-Westfalen
- Gregor Kaiser MdL, Fraktion Bündnis 90/Die Grünen im Landtag NRW
- Antonia Kühn, DGB-Bildungswerk NRW
- Verena Leyendecker, Bund für Umwelt und Naturschutz Deutschland (Landesverband NRW)
- Petra Maier, Verbraucherzentrale Nordrhein-Westfalen

- Martin Michalzik, Gemeinde Wickede (Ruhr)

- René Schneider MdL, SPD Nordrhein-Westfalen (SPD-Landtagsfraktion Nordrhein-Westfalen)
- Bulut Surat, DGB Nordrhein-Westfalen
- Helmut Stahl, CDU Nordrhein-Westfalen (CDU-Landtagsfraktion Nordrhein-Westfalen)
- Wiltrud Terlau, Internationales Zentrum für Nachhaltige Entwicklung der Hochschule Bonn-Rhein-Sieg
- Ulrike Thonemann, Tatort – Straßen der Welt e.V.
- Judith Wüllhorst, Bischöfliches Generalvikariat Münster